# Евангеларий на Авербоде
„Евангеларий на Авербоде“ (на френски: Evangéliaire d'Averbode) е илюстрован ръкопис създаден в днешните територии на района Маас в Белгия.
Ръкописът е направен с мастило върху пергамент и е създаден в периода 1150 – 1175 г. Текстът е на френски език. Съдържа 173 страници и е с размери 27,7 x 19,2 cm. Част е от колекцията на библиотеката на Университета в Лиеж.